# Tyrans Jr Élite de Gatineau
Les Tyrans de Gatineau est une équipe de baseball située à Gatineau, au Québec, évoluant pour la ligue de baseball junior élite du Québec (LBJEQ) depuis 2019. Leur domicile se trouve au Parc Sanscartier à Gatineau ainsi que le Stade d’Ottawa.

## Histoire
Le 19 novembre 2018, on annonce que Hull-Volant de Gatineau deviendra les Tyrans de Gatineau afin de préserver sa place dans la ligue. Le 10 juin 2020, en raison de la Pandémie de COVID-19 l'organisation des Tyrans de Gatineau suspend ses activités pour la saison 2020 et annonce qu'il réintégrera ligue pour la saison 2021.

## Personnel
- Directeur général : Mathieu Joly.
- Gérant : Mathieu Joly.
- Président du club : Stéphane Pétronzio et Sébastien Boucher.